# Campionatul Mondial de Handbal Feminin din 1965
A 3-a ediție a Campionatului Mondial de Handbal Feminin a avut loc în perioada 7 - 13 noiembrie 1965 în RFG. Ungaria a câștigat campionatul după ce a învins în finală echipa Iugoslaviei cu scorul de 5 - 3 și a devenit pentru prima dată campioană mondială.

## Clasament final
| Poz. | Echipă           |
| ---- | ---------------- |
| 1    | Ungaria          |
| 2    | Iugoslavia       |
| 3    | Germania de Vest |
| 4    | Cehoslovacia     |
| 5    | Danemarca        |
| 6    | România          |
| 7    | Japonia          |
| 8    | Polonia          |

| Campionatul Mondial de Handbal Feminin 1965 Ungaria Primul titlu Echipă Györgyne Gurics, Agnes Babos, Györgyne Csenki, Magdolna Jona, Agnes Hanus, Erszebet Lengyel, Jenone Schmidt, Ana Rothermel, Marta Balogh, Karolyne Hajek, Marta Giba, Ilona Ignasz și Joszefine Romhanyi. Antrenor: Bodog Török |